# 2008년 하계 올림픽 펜싱 남자 사브르 단체전
베이징의 2008년 하계 올림픽 펜싱 남자 사브르 단체전은 8월 17일에 올림픽 그린 컨벤션 센터에서 진행되었다.

## 토너먼트 형식
사브르 단체전 토너먼트 규정은 세 라운드 형식의 넉아웃 토너먼트로 구성되어 있으며, 준결승전 패자는 동메달 결정전을 벌일 수 있다. 8강전 패자 또한 5위부터 8위까지 순위를 가리기 위한 준결승전과 결승전이 있다. 한 팀당 주전은 3명으로 구성되어 있다.
한 경기는 총 9바우트로 구성되어 있고, 양 팀의 선수들은 번갈아 가며 대결을 벌인다. 투셰 (toucher)는 경기가 진행되며 누적되며, 이 누적된 투셰의 수가 한팀이 45개를 먼저 획득하면 경기는 종료된다. 바우트는 시간이 경과하거나 5 * (해당 바우트)의 투셰 수에 도달하면 경기가 종료된다.예를 들어 첫 바우트가 5-3으로 종료된 경우, 이 점수는 다음 바우트가 시작될 때의 투셰 수가 되며, 두 번째 바우트는 양쪽 중 한쪽이 10투셰에 도달하거나 제한 시간이 모두 지나갈 때까지 지속된다. 각 바우트는 제한시간이 3분이다.
만약 9번째 바우트가 종료되었을 때 양쪽 모두 45점에 도달하지 못한 경우, 이때 더 많은 투셰를 기록한 팀이 승리한다. 이때 동점인 경우 1투셰로 승부가 나는 1분짜리 연장전으로 이어진다. 그래도 1분 안에 양쪽 선수가 득점을 못하였을 경우, 연장전이 시작하기 전에 컴퓨터를 통해 자동으로 프리오리테 (priorité: 우선권) 을 획득한 선수가 승자가 된다.

## 경기 결과

### 8강 대진
|  | 8강전 | 8강전    | 8강전 |          |    | 준결승전 | 준결승전 | 준결승전 |               |               | 결승전        | 결승전        | 결승전 |
|  |       |          |       |          |    |          |          |          |               |               |               |               |        |
|  | 1     | 프랑스   | 45    |          |    |          |          |          |               |               |               |               |        |
|  | 8     | 이집트   | 31    |          |    |          |          |          |               |               |               |               |        |
|  | 8     | 이집트   | 31    |          | 1  | 프랑스   | 45       |          |               |               |               |               |        |
|  |       |          |       |          | 1  | 프랑스   | 45       |          |               |               |               |               |        |
|  |       |          | 4     | 이탈리아 | 41 |          |          |          |               |               |               |               |        |
|  | 5     | 벨라루스 | 4     | 이탈리아 | 41 | 39       |          |          |               |               |               |               |        |
|  | 5     | 벨라루스 |       |          |    | 39       |          |          |               |               |               |               |        |
|  | 4     | 이탈리아 | 45    |          |    |          |          |          |               |               |               |               |        |
|  |       |          |       |          |    |          |          |          |               |               | 1             | 프랑스        | 45     |
|  |       |          | 7     | 미국     | 37 |          |          |          |               |               |               |               |        |
|  | 3     | 러시아   | 45    |          |    |          |          |          |               |               |               |               |        |
|  | 6     | 중국     | 36    |          |    |          |          |          |               |               |               |               |        |
|  | 6     | 중국     | 36    |          | 3  | 러시아   | 44       |          | 동메달 결정전 | 동메달 결정전 | 동메달 결정전 | 동메달 결정전 |        |
|  |       |          |       |          | 3  | 러시아   | 44       |          | 동메달 결정전 | 동메달 결정전 | 동메달 결정전 | 동메달 결정전 |        |
|  |       |          | 7     | 미국     | 45 |          |          |          |               |               |               |               |        |
|  | 7     | 미국     | 7     | 미국     | 45 | 45       |          | 4        | 이탈리아      | 45            |               |               |        |
|  | 7     | 미국     |       |          |    | 45       |          | 4        | 이탈리아      | 45            |               |               |        |
|  | 2     | 헝가리   | 44    |          |    |          |          |          |               |               | 3             | 러시아        | 44     |

### 순위 결정전
|  | 5-8위 결정전 |              |              |  |   |              |              |              |
|  | 8            | 이집트       | 22           |  |   |              |              |              |
|  | 5            | 벨라루스     | 45           |  |   | 5-6위 결정전 | 5-6위 결정전 | 5-6위 결정전 |
|  |              |              |              |  |   | 5            | 벨라루스     | 45           |
|  | 5-8위 결정전 | 5-8위 결정전 | 5-8위 결정전 |  | 6 | 중국         | 39           |              |
|  | 6            | 중국         | 45           |  |   |              |              |              |
|  | 2            | 헝가리       | 38           |  |   | 7-8위 결정전 | 7-8위 결정전 | 7-8위 결정전 |
|  |              |              |              |  |   | 8            | 이집트       | 25           |
|  |              |              |              |  |   | 2            | 헝가리       | 45           |

## 최종 순위
| 순위 | 팀       | 선수                                                          |
| ---- | -------- | ------------------------------------------------------------- |
| 1    | 프랑스   | 니콜라 로페 쥘리앙 피예 보래 상송                             |
| 2    | 미국     | 팀 모어하우스 제이슨 로저스 키트 스마트 제임스 윌리엄스       |
| 3    | 이탈리아 | 알도 몬타노 루이지 타란티노 디에고 오키우치 잠피에로 파스토레 |
| 4    | 러시아   | 니콜라이 코발례프 스타니슬라프 포즈냐코프 알렉세이 야키멘코   |
| 5    | 벨라루스 | 알략산드르 부이케비치 발레리 프리이엠카 드미트리 랍케스       |
| 6    | 중국     | 후앙야오지앙 주한밍 왕징지 중만                               |
| 7    | 헝가리   | 론터이 벌라시 넴치크 솔트 실라지 아론 데치 터마시             |
| 8    | 이집트   | 마무드 사미르 가말 파티 샤디 탈라아트 타밈 가지               |